# Wolters Kluwer
A Wolters Kluwer egy hollandiai (Alphen aan den Rijn) székhelyű, 40 országban – Magyarországon is – működő szakmai kiadóvállalat. Éves árbevétele 2018-ban 4,3 milliárd euró volt, dolgozói létszáma pedig 19 ezer fő.
A nemzetközi kiadó és információszolgáltató vállalat a 19. század végén három családi kiadóvállalat egyesüléséből jött létre. Európában jelentős a a jogi és adóügyi kiadói szerepe, míg az Egyesült Államokban elsősorban az orvosi, egészségügyi kiadásban és a pénzügyi szolgáltatásokat támogató információszolgáltatásban élenjáró.
A cég magyarországi leányvállalata a Wolters Kluwer Hungary Kft. Ezen kívül az Akadémiai Kiadó Zrt. 75%-os résztulajdonosa. 1995 és 2007 között tulajdonosa volt a Műszaki Könyvkiadónak is. 